# Mitsuo Fuchida
Mitsuo Fuchida (淵田 美津雄 Fuchida Mitsuo?,  Prefectura de Nara, 3 de diciembre de 1902 - Kashiwara, Prefectura de Osaka, 30 de mayo de 1976) fue un militar y piloto japonés perteneciente al Servicio Aéreo de la Armada Imperial Japonesa. Con el grado de capitán de fragata lideró la primera ola del ataque a Pearl Harbor ocurrido el 7 de diciembre de 1941, durante la Segunda Guerra Mundial.

## Biografía
Mitsuo nació en el seno de una familia con arraigados valores nacionalistas y patrios que le fueron inculcados férreamente.
En 1920, se unió a la Marina Imperial Japonesa en el ala aérea de aviones embarcados, recientemente creada por el Almirante Isoroku Yamamoto. Adquirió la estricta disciplina a la que eran sometidos los aviadores y además se ganó la estima tanto de sus superiores como de sus pares por su carácter agradable.

### Segunda Guerra Mundial
Fuchida era uno de los pilotos más capaces, populares y experimentados de la Rengo Kentai y se le asignó la dirección de la primera oleada de las fuerzas del ataque a Pearl Harbor. Transmitió el famoso mensaje cifrado «¡Tora, tora, tora!» al almirante Isoroku Yamamoto a bordo del acorazado insignia Nagato. Supervisó y tomó fotografías como pasajero desde un avión Nakajima B5N2 tipo 97 Kate, durante la primera y parte de la segunda fase del ataque, y además participó en el ataque al acorazado Pennsilvania. Al momento de tomar cubierta recomendó un tercer ataque dirigido a los depósitos de combustible a su comandante Chuichi Nagumo, quien desechó la opción.
Fue recibido como un héroe nacional y rindió un informe personal al Emperador Hirohito por sus acciones en dicho suceso, lo cual era considerado un gran honor. Por este éxito tanto él como Shimazaki Shigekazu, el líder de la segunda ola de ataque, fueron honrados con una audiencia personal con el Emperador en el Palacio Imperial de Tokio el 25 de diciembre.
Luego comandó las fuerzas aéreas que participaron en la Incursión del Océano Índico en abril de 1942. El 6 de junio, durante la segunda fase de la batalla de Midway, fue gravemente herido al incendiarse su avión en cubierta durante el ataque de bombarderos en picado norteamericanos sobre el portaaviones insignia Akagi. La gravedad de sus heridas fue tal que se le retiró del servicio activo y se le reasignaron labores de coordinación del estado mayor naval en Tokio.
El 5 de agosto de 1945, Fuchida estaba coordinando en una conferencia las acciones militares en Hiroshima cuando recibió una llamada urgente de presentarse en los cuarteles de la Armada en Tokio a primera hora del día siguiente, lo cual le salvó de morir en el bombardeo atómico realizado por los EE. UU. sobre Hiroshima el 6 de agosto de 1945 a las 8:14 horas. Al día siguiente del ataque, efectuó un vuelo de inspección por la zona y realizó los primeros informes acerca de los efectos de la bomba atómica.

### Posguerra
Después de la guerra, Fuchida quedó en un estado moral muy quebrantado, con un odio insano hacia los americanos y muy desilusionado de cómo se habían conducido los hilos de la guerra. En 1949 conoció a un misionero cristiano americano, llamado Jacob DeShazer, durante el período de reconstrucción del país y se convirtió del budismo al cristianismo, curándose de los sentimientos engendrados en la postguerra. Jacob DeShazer había sido prisionero de los japoneses desde 1942 y fue miembro de la Incursión Doolittle, el primer bombardeo sobre Japón. Posteriormente fue hecho prisionero cuando su avión se estrelló en la China manchuriana. Jacob DeShazer logró evangelizar a Fuchida.
Realizó una gira evangelizadora en 1952 en los EE. UU., donde se le recibió con honor y se le nombró Amigo de los EE. UU. Falleció a consecuencia de la diabetes en 1976 a la edad de 74 años en Kashiwara, cerca de Osaka.